# Jibaku Shōnen Hanako-kun
Jibaku Shōnen Hanako-kun (地縛少年花子くん?), también llamada Hanako-kun, el fantasma del lavabo en España y Hanako-kun y los misterios de la Academia Kamome en Hispanoamérica, es una serie de manga escrita e ilustrada por Aidairo. Comenzó su serialización en la revista mensual Gekkan GFantasy de la editorial Square Enix desde 2014, siendo recopilado en 24 volúmenes tankōbon hasta la fecha. Una adaptación al anime producida por el estudio Lerche fue emitida entre el 9 de enero y el 26 de marzo de 2020. En diciembre de 2022 se anunció un nuevo proyecto de anime y posteriormente se describió como un "reinicio" de la serie. La "primera entrega" del proyecto, una adaptación de After-School Hanako-kun, emitido de octubre a noviembre de 2023; una secuela de cuatro episodios se estrenará en el cuarto trimestre de 2024. Una segunda temporada del anime original se emitió de enero a marzo de 2025, y el segundo curso se estrenará en julio del mismo año.

## Argumento
La academia Kamome es conocida por sus famosos «siete misterios» y por los acontecimientos sobrenaturales popularizados por rumores de los estudiantes. Nene Yashiro, una estudiante de primer año, que desea conquistar a un chico de tercer año de su colegio, decide llamar al séptimo misterio, «Hanako-san», una niña que murió en el baño de chicas hace mucho tiempo y que puede conceder deseos. Sin embargo, al llamar al fantasma, Hanako-san se revela siendo un apuesto chico y en un giro en los acontecimientos Nene se convierte en su asistente, siguiendo sus aventuras para mantener el equilibrio entre el mundo espiritual y el mundo humano, así como descubriendo diferentes hechos que giran en torno a los siete misterios escondiendo profundos secretos, principalmente Hanako-san, al que Nene llama Hanako-kun.

## Personajes

### Principales
Hanako-kun (花子 くん?)
 Seiyū: Megumi Ogata, José Luis Piedra (español latino)
El personaje y protagonista es conocido como el séptimo misterio de la academia Kamome. Con personalidad de gato, amigable, un poco pervertido y sádico encargado de mantener el equilibrio entre el mundo espiritual y humano. Su rumor «Hanako-san del baño» afirma que concede deseos a quienes lo invocan siempre que paguen un precio adecuado, lo que lleva a Nene a acercarse a él. Como líder de los «siete misterios» posee un poder increíble y lucha con un cuchillo de cocina. Nene descubrió que su nombre real era Yugi Amane y que siempre estaba cubierto de heridas en su cuerpo cuando estaba vivo. Los dioses deciden que el era especial ya que el fue la única persona que cambio su destino, convirtiéndolo en el líder de los siete misterios escolares.
Yashiro Nene (八尋寧々?)
 Seiyū: Akari Kitō, María José Moreno (español latino)
Yashiro Nene es la alegre protagonista principal femenina de la historia. Ella es una estudiante de secundaria de 15 años en la academia Kamome conocida por ser una romántica desesperada, lo que provocó que convocara a Hanako-san el séptimo misterio de la escuela para que le conceda su deseo. Una medida desesperada de su parte la llevó a unirse a Hanako-kun como su asistente, infligida con una maldición de sirena que le hizo desarrollar escamas y, en el peor de los casos, convertirse en un pez al entrar en contacto con el agua, ella ayuda a Hanako a cambiar los rumores de los "siete misterios". Su mejor amiga es Aoi Akane.
Minamoto Kou (源光?)
 Seiyū: Shōya Chiba, Ricardo Mendoza Jr. (español latino)
Kou es un estudiante de la academia Kamome y el segundo hijo de una familia de exorcistas. Inicialmente vino a esta escuela para exorcizar a Hanako-kun, pero pronto se hace amigo de él y de Yashiro Nene. Además de reencontrarse con Mitsuba Sousuke, un compañero de secundaria quien vuelve como fantasma/espectro.
También se sabe que Kou es una persona alegre que se preocupa por sus amigos y seres queridos.
Sōsuke Mitsuba (三葉惣助?)
 Seiyū: Daiki Kobayashi, Enzo Fortuny (español latino)
Mitsuba fue el compañero de clase en la escuela secundaria de Kou hace unos años y murió en el invierno pasado al inicio de la obra. Con una cara bonita y una actitud algo narcisista y afeminado, Mitsuba ama la fotografía y solo toma fotos de cosas que le gustan o que eran importantes para él. También se lo ve teniendo problemas de confianza en sí mismo que cubre con una engreída arrogancia. Este sufrió acoso/bullying de parte de sus compañeros de la primaria, lo que lo llevó a ocultar su verdadero yo para encajar, haciendo que pase desapercibido y que casi nadie lo recuerde.

### Siete misterios
N.º1: Tres guardianes del reloj (三人の時計守?)
 Seiyū: Hōchū Ōtsuka (Kako), Shun'ichi Toki (Akane), Rie Kugimiya (Mirai), César Beltrán (Kako, español latino), Jaime Alberto Carrillo (Akane, español latino)
Conocido como el misterio N.º 1, los tres guardianes del reloj son una serie de guardianes que vigilan la torre del reloj de la academia Kamome, cada uno con los poderes para rebobinar, detener o acelerar el tiempo. Son un curioso misterio que consiste en tres personas y uno de ellos es un humano, se llama Aoi Akane y tiene el poder del presente. El que tiene el poder del futuro es una niña pequeña que a la cual llaman Mirai. Ella es muy traviesa y una vez se escapo e hizo de las suyas volviendo a muchos más viejos de lo que eran. Él último es Kako y tiene la apariencia de un viejo junto el poder del pasado. Se considera este personaje como el líder de los tres guardianes.
N.º2: Escaleras Misaki (ミサキ階段?)
Conocido como el misterio N.º 2, es una escalera en la esquina del edificio de la escuela que se rumorea que al pisar el cuarto escalón se puede ingresar al mundo de los espíritus, hasta que Yashiro Nene cambia su rumor, según dice su nuevo rumor no te va a pasar nada si le dejas un flor de algún color pero no cualquier color uno que sea del color de tus ojos o represente el color de tu alma.
N.º3: Infierno de los espejos (カガミジゴク?)
Conocido como el misterio N.º 3, el infierno de los espejos es un límite controlado por un sobrenatural con forma de pájaro que revela los temores e inseguridades internas de una persona.''actualmente gobernado por Mitsuba Sōsuke 
N.º4: Shijima-san del salón de arte (シジマメイ?)
Conocido como el misterio N.º 4, «Shijima-san del salón de arte» solía ser una estudiante de artes en la academia Kamome que, según los rumores, se suicidó cuando sus padres no aprobaron su elección de carrera, lo cual es falso, ya que murió de una enfermedad terminal desconocida. Shijima puede crear dimensiones ficticias separadas de la realidad a través de su arte, donde ni la vida ni la muerte son un impedimento. Una vez dentro del mundo, tendrás que hacer caso a sus palabras (o mejor dicho tienes que encontrar a los personajes principales de aquel mundo y matarlos) o permanecerás atrapado. Cuanto más tiempo pases en ese mundo ficticio, más irás perdiendo los recuerdos de tu vida original.
N.º5:La biblioteca de las 4pm (十六時の書庫?)
Conocido como el misterio N.º 5, la biblioteca de las 4pm es una biblioteca misteriosa llena de libros sobre el pasado, presente y futuro de cada estudiante, cuya puerta solo es accesible a las 4pm. Los libros pueden venir en colores blanco, negro y rojo, donde el registro blanco es sobre la vida, negro sobre la muerte y el rojo se refiere a libros o capítulos prohibidos, generalmente sobre el futuro. Se descubrió que cuando Hanako o Yugi Amane estaba vivo, Tsuchigomori era el maestro de su escuela además de ser cercano a él y  ayudarlo cuando este se metía en problemas y quedaba lastimado.
N.º6: El shinigami (第六)?)
Misterio escolar No.6 es un espíritu sobrenatural que acecha a la espera de la luna, un día en el que varios se reúnen para tejer cestas sin sucumbir al sueño. Actualmente es conocido como El shinigami  por los rumores y protege el límite más cercano a la muerte. Sin embargo, solo puede aparecer una vez al año para este evento.
Según el Capítulo 67, más tarde se reveló que él era el cuidador de Sumire cuando eran más jóvenes.

### Antagonistas
Yugi Tsukasa (柚木つかさ?)
 Seiyū: Megumi Ogata, Ethien Desco (español latino)
Tsukasa es el hermano menor, gemelo idéntico de Hanako también conocido como Yugi Tsukasa. Al igual que su hermano, posee una personalidad alegre y traviesa, pero al mismo tiempo un lado inquietamente brutal y psicópata. Los dos tienen creencias opuestas en el sentido de que mientras Hanako enfatiza la importancia de mantener relaciones adecuadas entre humanos y sobrenaturales, Tsukasa cree que las dos entidades deberían comportarse como quieran, incluso si eso significa causar estragos. Su mayor diferencia es el color del sello presente en su mejilla derecha siendo este de color negro y su ropa siendo esta un kimono y la de Hanako un uniforme. Más tarde, se revela que Tsukasa es el Yorishiro del misterio No.7, siendo este Hanako
Nanamine Sakura (七峰桜?)
 Seiyū: Chika Anzai, Lupita Leal (español latino)
Una hermosa estudiante de tercer año en la academia Kamome y forzada a ser la asistente de Tsukasa. Actuando como la presidenta del club de transmisión de la escuela, ella lo ayuda a transmitir los rumores alterados de las apariciones para doblegarlos a su voluntad. Se convirtió en la ayudante de Tsukasa al pedir que se le concediera su deseo, similar a Nene con Hanako aunque el de ella aún es desconocido.
Hyūga Natsuhiko (日向夏彦?)
 Seiyū: Takahiro Mizushima, Arturo Castañeda (español latino)
Un estudiante de segundo año en la academia Kamome y miembro del club de transmisión. A menudo se lo ve tratando de ganarse el afecto de Sakura y ayuda en los planes de Tsukasa.

### Otros
Minamoto Teru (源輝?)
 Seiyū: Yūma Uchida, Brandon Santini (español latino)
El estudiante masculino más popular en la escuela, hermano mayor de Kou y siendo la persona que le gusta a Yashiro Nene. También el presidente del consejo estudiantil. Al igual que Kou, es un exorcista, pero desde joven ha sido aclamado como un genio. A pesar de su apariencia hermosa, tranquila y gentil, es terriblemente perspicaz y despiadado, y alberga una veta sádica.
Akane Aoi (赤根葵?)
 Seiyū: Minako Sato, Monserrat Mendoza (español latino)
Aoi es la compañera de clase y mejor amiga de Yashiro y la chica más bonita y popular de la escuela. Le gusta escuchar rumores sobre los siete misterios y contarle sus historias a Yashiro. Ella es la amiga de la infancia de Akane, el primer misterio. Ella no quiere aceptar nada romántico con él porque su nombre de casada sería un nombre bastante particular y porque su nombre sería su apellido también.
Yamabuki Lemon (山吹檸檬?)
Un estudiante de primer año en la academia Kamome y el mejor amigo de Akane.
Minamoto Tiara (源てぃあら?)
Es la hija menor y más pequeña de la familia de los Minamoto su nacimiento fue inesperado sin embargo tiene un gran potencial y podría ser una gran exorcista, tiene 5 años y su primera aparición fue en el capítulo 23 del manga.
Sumire (赤根スミレ?)
Es un personaje de Jibaku Shounen Hanako-kun. Hizo su debut en el Capítulo 66 del manga.
Ella es parte de la familia Akane, a la que el N.º 6 declaró que son ese tipo de familia con niños que se ofrecen a Dios (específicamente debido a su codiciada línea de sangre). Nene sospecha que su nombre completo debe ser Akane Sumire, y Teru ha confirmado su apellido en el Capítulo 70.
Aún no se ha confirmado si Sumire es o no el antepasado de Aoi.

## Medios

### Manga
Iro Aida lanzó el manga en la edición de julio de 2014 de la revista Gekkan GFantasy de Square Enix.
| N.º | Título | Fecha de lanzamiento     | ISBN original          |
| --- | --- | ------------------------ | ---------------------- |
| 1   | «Hanako-san, Hanako-san, ¿estás aquí?» «Hanako-san, hanako-san irasshaimasu ka?» (「花子さん、花子さん いらっしゃいますか？」?)                                      | 22 de mayo de 2015       | ISBN 978-4-7575-4662-2 |
| 2   | «¡Infiltración! Los siete misterios de la escuela "Escalera Misaki"» «Sen'nyū! ! Gakuen no nanafushigi “Misaki kaidan”» (潜入!! 学園の七不思議“ミサキ階段”?)         | 21 de noviembre de 2015  | ISBN 978-4-7575-4819-0 |
| 3   | «Quiero saber más sobre Hanako» «Hanako-kun no koto, motto shiritai» (花子くんのこと、もっと知りたい。?)                                                             | 27 de mayo de 2016       | ISBN 978-4-7575-5000-1 |
| 4   | «La relación correcta entre lo extraño y lo humano» «Kaii to hito no tadashī kankei» (怪異と人の正しい関係?)                                                         | 27 de septiembre de 2016 | ISBN 978-4-7575-5112-1 |
| 5   | «Una trampa astuta, dulce y misteriosa» «Zuru kute amai, kaii no wana» (ズルくて甘い、怪異の罠。?)                                                                   | 27 de febrero de 2017    | ISBN 978-4-7575-5259-3 |
| 6   | «Quiero ser tu único caballero» «Kimi dake no kishi (naito)dearitai» (君だけの騎士（ナイト）でありたい?)                                                             | 27 de julio de 2017      | ISBN 978-4-7575-5427-6 |
| 7   | «Este es el fondo del infierno» «Koko ga jigoku no soko» (此処が地獄の底――?)                                                                                         | 27 de diciembre de 2017  | ISBN 978-4-7575-5572-3 |
| 8   | «Tiempo que quieres limitar» «Tojikometai jikan» (閉じこめたい時間?)                                                                                                 | 26 de mayo de 2018       | ISBN 978-4-7575-5732-1 |
| 9   | «Este es el mundo de la imaginación» «Koko wa, esoragoto no sekai» (ここは、絵空事の世界。?)                                                                         | 26 de octubre de 2018    | ISBN 978-4-7575-5900-4 |
| 10  | «El deseo de nadie realmente se hace realidad» «Dare no negai mo hontōni wa kanawanai» (誰の願いも本当には叶わない?)                                                 | 27 de marzo de 2019      | ISBN 978-4-7575-6078-9 |
| 11  | «El único camino que queda para aquellos que no pueden crecer» «Otona ni narenai mono no, nokosa reta yuiitsu no shudan» (大人になれない者の、残された唯一の手段。?) | 27 de agosto de 2019     | ISBN 978-4-7575-6147-2 |
| 12  | «Hanako-san, solo concede una vez más» «Hanakosan, mōichido dake kanaete» (花子さん、もう一度だけ叶えて?)                                                            | 27 de diciembre de 2019  | ISBN 978-4-7575-6330-8 |
| 13  | | 27 de mayo de 2020       | ISBN 978-4-7575-6661-3 |
| 14  | | 27 de noviembre de 2020  | ISBN 978-4-7575-6965-2 |
| 15  | | 27 de abril de 2021      | ISBN 978-4-7575-7224-9 |
| 16  | | 27 de septiembre de 2021 | ISBN 978-4-7575-7495-3 |
| 17  | | 26 de febrero de 2022    | ISBN 978-4-7575-7760-2 |
| 18  | | 26 de agosto de 2022     | ISBN 978-4-7575-8096-1 |
| 19  | | 27 de febrero de 2023    | ISBN 978-4-7575-8329-0 |
| 20  | | 25 de agosto de 2023     | ISBN 978-4-7575-8636-9 |
| 21  | | 27 de febrero de 2024    | ISBN 978-4-7575-9065-6 |
| 22  | | 26 de julio de 2024      | ISBN 978-4-7575-9315-2 |
| 23  | | 27 de diciembre de 2024  | ISBN 978-4-7575-9589-7 |
| 24  | | 26 de junio de 2025      | ISBN 978-4-7575-9919-2 |

### Anime
La adaptación al anime se anunció en la edición de abril de la revista G Fantasy el 18 de marzo de 2019. Fue animada por el estudio Lerche y dirigida por Masaomi Andō, con guiones de Yasuhiro Nakanishi y diseño de los personajes por Mayuka Itou. La serie de 12 episodios fue emitida entre el 9 de enero y el 26 de marzo de 2020 en TBS, SUN, CBC y BS-TBS. Jibaku Shōnen Band interpreta el tema de apertura «No.7», mientras que Akari Kitō interpreta el tema de cierre «Tiny Light». Funimation obtuvo su licencia fuera de Asia. Tras la adquisición de Crunchyroll por parte de Sony, la serie se trasladó a Crunchyroll obteniendo la licencia de la serie fuera de Asia.
El 1 de septiembre de 2021, Funimation anunció que la serie había recibido un doblaje en español latino, la cual se estrenó el 30 de septiembre. Tras la adquisición de Crunchyroll por parte de Sony, el doblaje se trasladó a Crunchyroll. 
En diciembre de 2022, se anunció un nuevo proyecto de anime y posteriormente se describió como un "reinicio" de la serie. En agosto de 2023, se anunció una breve adaptación de la serie de televisión de anime de After-School Hanako-kun, y está etiquetada como la "primera entrega" del proyecto. Será producido por Lerche y dirigido por Masaki Kitamura, con guiones escritos por Kazuma Nagatomo, diseños de personajes a cargo de Aya Higami, quien también se desempeñará como directora jefe de animación, y música compuesta por Hiroshi Takaki. La serie se estrenará en TBS el 13 de octubre de 2023 y está compuesta por episodios de 10 minutos que se emitirán durante cuatro semanas.
En noviembre de 2023, se anunció una secuela de cuatro episodios de After-School Hanako-kun, se emitió entre el 7 de octubre y 28 de octubre de 2024. También se reveló que se había dado luz verde a una segunda temporada del anime original. La segunda temporada del anime original se estrenará en enero de 2025. Tras el final de la segunda temporada, se anunció un segundo curso, cuyo estreno está previsto para julio de 2025.